# Glaucidium peruanum
El chuncho del norte. lechucita peruana, mochuelo del Pacífico  o mochuelo peruano  (Glaucidium peruanum) es una especie de búho de la familia Strigidae. La especie es nativa de Ecuador, Perú y Chile. Habita una variedad de biomas incluyendo bosque húmedo montano tropical y subtropical.  No tiene subespecies reconocidas.